# 淀浦河

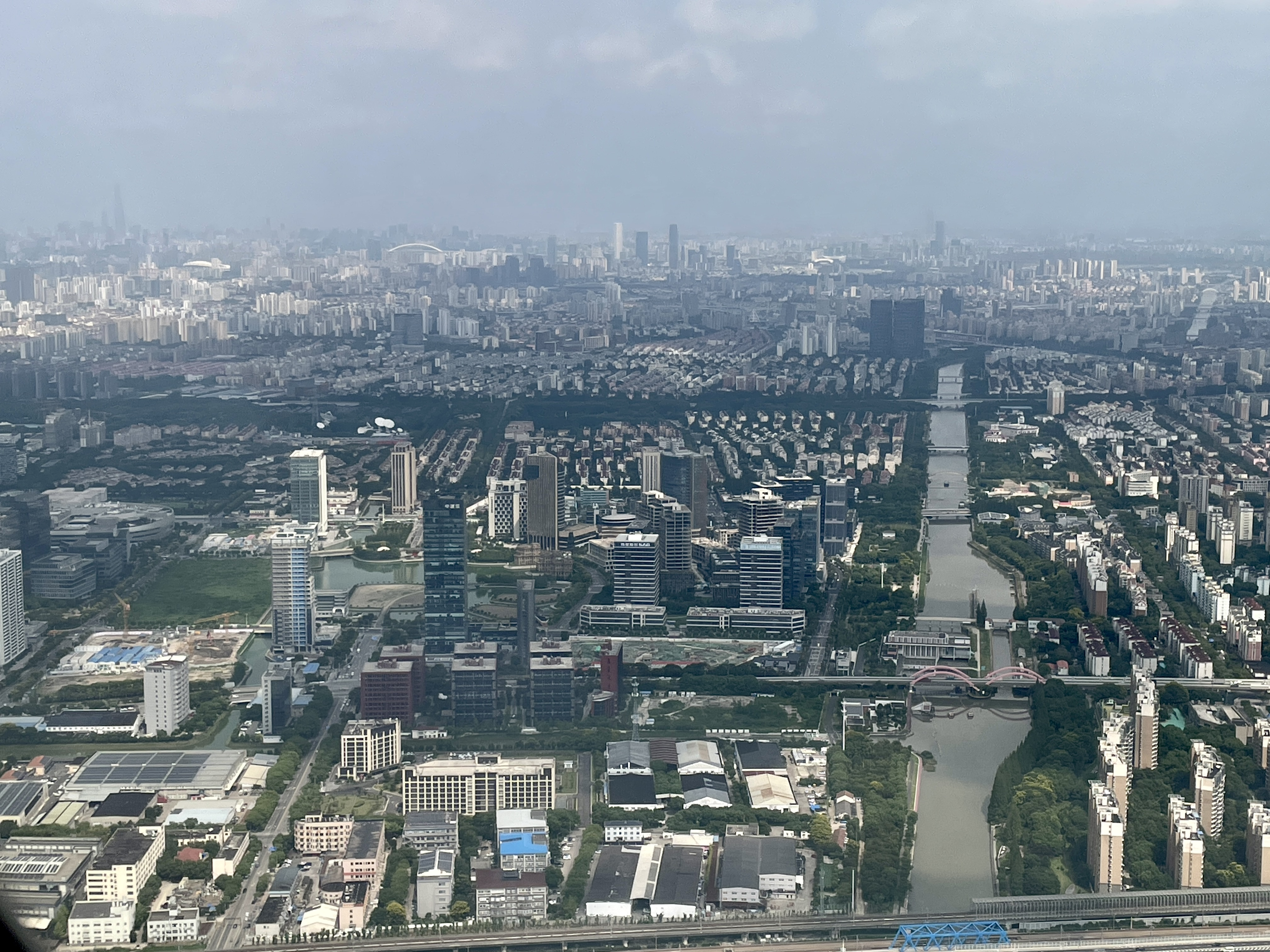
莘庄商务区段

淀浦河，是中国上海市黄浦江主要支流之一，今淀浦河青浦镇向东至打铁桥一段，原为蒲汇塘的一段，1971年改名淀浦河，1977年人工疏浚而成，西起淀山湖，向东直流，在徐汇区港口入黄浦江。该河全长46.4公里，跨青浦区、松江区、闵行区和徐汇区，原为淀山湖区通往黄浦江的重要的排水通道和航运通道，现已规划成为上海主要景观河流之一。

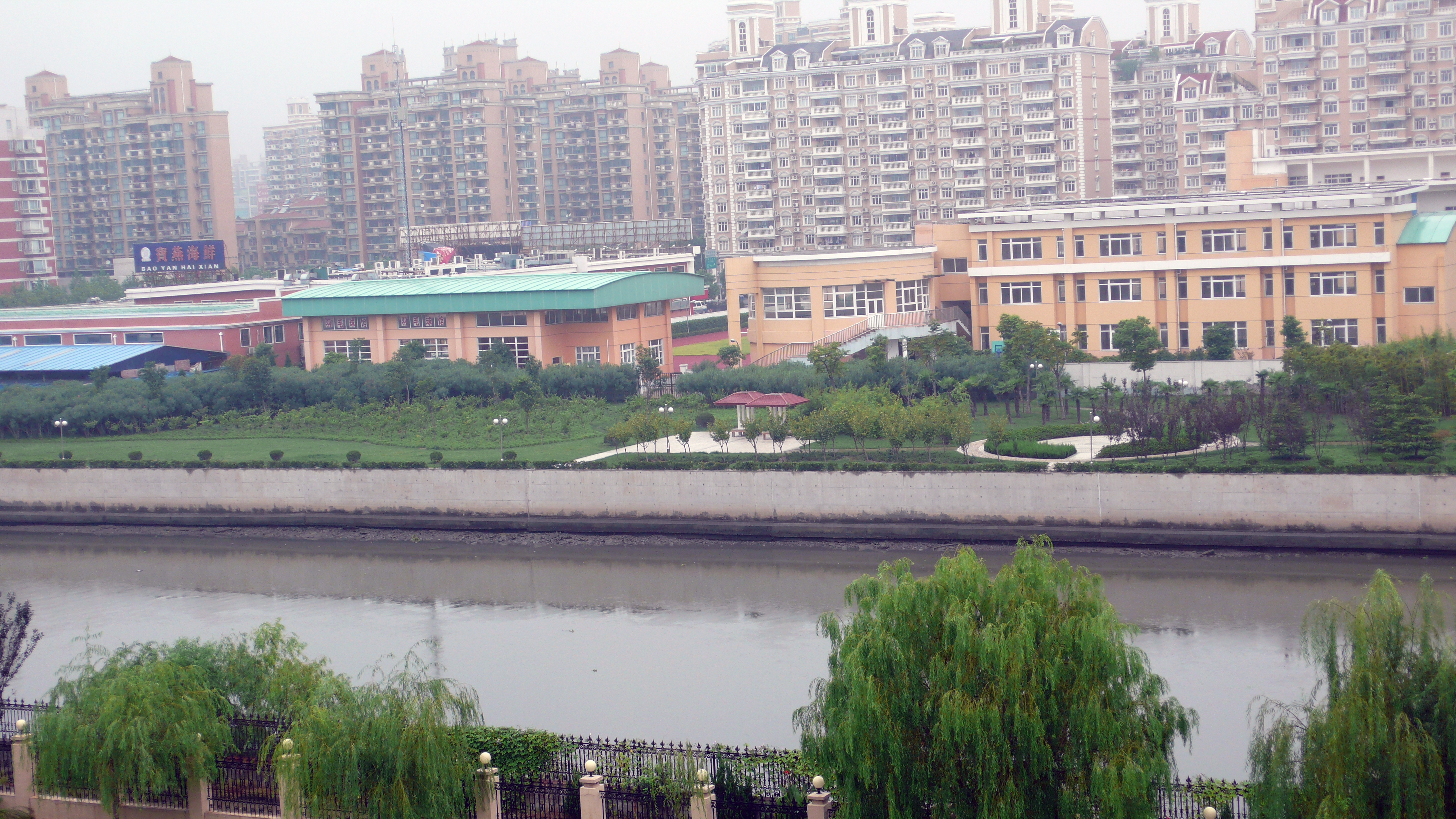
闵行区莲花路淀浦河桥以东的一段淀浦河

## 疏浚河道
历史上曾多次疏浚蒲汇塘。宋淳熙二年(1175年)至清宣统二年(1910年)，先后疏浚14次。1934年，民国政府斥资1.7万余元在上海市及松江、青浦两县合浚蒲汇塘七宝段河道，完成土方2.4万余立方米。1949年之后，河道分别在1958年、1971年和1976年三次疏浚治理。
淀浦河工程完成后，青浦、松江约有50万余亩低洼地受益，也为沪苏皖上等省市间增辟了一条内河航道，将从淀山湖到黄浦江之间的航程缩短了30公里。此外，还因潮差加大，流速加快，使得血吸虫的中间宿主钉螺难以生存，为1985年上海彻底消灭血吸虫病创造了有利条件。

## 相关事件
- 2009年6月27日，位于淀浦河右岸莲花路桥上游的莲花河畔景苑在建居民楼发展房屋倒塌事故，一幢13层高楼房向南整体倒塌，造成一人死亡。事故导致淀浦河封航围堰数日。[2]
- 2022年夏季，由于持续高温黄浦江水系水位普遍下降，导致大量运沙船滞留在淀浦河河道上。[3]